# Tigrisomatinae
Tigrisomatinae su potporodica ptica porodice čaplji, reda Ciconiiformes.

## Rodovi
Obuhvaća četiri roda:
- Agamia s jednom vrstom vrstom (Agamia agami, ili agami)
- Tigriornis s jednom vrstom (Tigriornis leucolopha)
- Tigrisoma s tri vrste (Tigrisoma fasciatum, Tigrisoma lineatum i Tigrisoma mexicanum)
- Zonerodius (s vrstom Zonerodius heliosylus).[1]

## Vanjske poveznice
|  | Wikivrste imaju podatke o taksonu Tigrisomatinae |